# Robin Hodgson
Robin Granville Hodgson, baron Hodgson d'Astley Abbotts, (né le 25 avril 1942) est un homme politique conservateur britannique et un pair à vie. 

## Jeunesse et éducation
Hodgson est né en 1942 à Leamington Spa, fils de Henry Edward Hodgson. Il fait ses études à la Shrewsbury School. Il est diplômé de l'Université d'Oxford en 1964 et obtient un MBA de la Wharton School of Finance en 1969. 

## Carrière politique
Hodgson s'est présenté comme conservateur aux élections générales de février et d'octobre 1974, sans succès pour le siège travailliste de Walsall North. Mais lors d'une élection partielle de 1976 causée par l'emprisonnement du sortant John Stonehouse, Hodgson réussi à renverser la grande majorité travailliste pour devenir député. 
Cependant, aux élections générales de 1979, il n'a pas pu conserver le siège contre le candidat travailliste David Winnick, malgré un swing de 11%. Le siège est occupé par les travaillistes jusqu'en 2017, date à laquelle il est reconquis par Eddie Hughes pour les conservateurs. 
En 1981, il est choisi comme candidat pour le siège conservateur sûr de Stratford-upon-Avon, mais renonce à sa candidature en 1982 pour des raisons personnelles non divulguées et n'est jamais retourné à la Chambre des communes. 
Il est fait membre de l'Ordre de l'Empire britannique (CBE) dans les honneurs du Nouvel An 1992. 
Il est président de l'Union nationale des associations conservatrices de 1996 à 1998 et président de la Convention nationale conservatrice de 1998 à 2000. 
Il est créé pair à vie, en tant que baron Hodgson d'Astley Abbotts, de Nash dans le comté de Shropshire, le 7 juin 2000. En novembre 2011, Hodgson est nommé par le gouvernement de David Cameron pour effectuer un examen global du Charities Act 2006 et du Charities Act 2011, qui est publié en 2012. Il est ambassadeur du réseau de volontariat REACH. 

## Carrière dans les Affaires
Hodgson possède plus de 40 ans d'expérience dans les secteurs du capital-investissement, des valeurs mobilières et des banques d'investissement. Il a cofondé le groupe spécialisé en private equity et banque d'investissement Granville en 1979, devenant directeur général puis président. Lord Hodgson joue un rôle dans l'élaboration de la nouvelle structure de réglementation de la ville, dont 10 ans en tant que directeur de la Securities and Future Authority. Il est le cofondateur et président de Nova Capital. Lord Hodgson détient un certain nombre d'autres mandats d'administrateur non exécutif, est un investisseur privé actif et est président du comité d'investissement de Nova. Il est également à plusieurs reprises directeur de la Staffordshire Building Society et de Marstons plc, la chaîne de pubs. 

## Vie privée
En 1982, Hodgson épouse Fiona Ferelith Allom, qui est créée baronne Hodgson d'Abinger en 2013. Il a une fille, Poppy Ferelith Alice Hodgson.   